# Cerastium eriophorum
Cerastium eriophorum — вид квіткових рослин родини гвоздикових (Caryophyllaceae).

## Біоморфологічна характеристика
Це напівкущик.

## Поширення
Албанія, Австрія, Болгарія, Словаччина, Польща, Румунія, Україна, Сербія і Косово.
В Україні вид росте в альпійському поясі Карпат (помилково наводився під назвами Cerastium alpinum і Cerastium lanatum).